# سیارک ۲۰۰۷۴
سیارک ۲۰۰۷۴ (به انگلیسی: 20074 Laskerschueler، نامگذاری:1994AF16) بیست هزار و هفتاد و چهارمین سیارک کشف شده‌است که در ۱۴ ژانویه ۱۹۹۴ کشف شد.
قدر مطلق سیارک برابر ۱۴٫۹۰ است.